# 56 (numero)
Cinquantasei (cf. latino quinquaginta sex, greco ἕξ καὶ πεντήκοντα) è il numero naturale dopo il 55 e prima del 57.

## Proprietà matematiche
- È un numero pari.
- È un numero composto dai seguenti divisori: 1, 2, 4, 7, 8, 14, 28 e 56. Poiché la somma dei divisori (escluso il numero stesso) è 64 > 56, è un numero abbondante.
- È un numero semiperfetto in quanto pari alla somma di alcuni (o tutti) i suoi divisori.
- È un numero di Tetranacci: 1, 1, 2, 4, 8, 15, 29, 56...
- È un numero del Triangolo di Pascal.
- È la somma di sei numeri primi successivi, 56 = 3 + 5 + 7 + 11 + 13 + 17.
- È un numero rifattorizzabile, essendo divisibile per il numero dei suoi divisori.
- È parte delle terne pitagoriche (33, 56, 65), (42, 56, 70), (56, 90, 106), (56, 105, 119), (56, 192, 200), (56, 390, 394), (56, 783, 785).
- È un numero tetraedrico.
- È un numero palindromo nel sistema di numerazione posizionale a base 3 (2002) e in quello a base 13 (44); in quest'ultima base è anche un numero a cifra ripetuta.
- È un numero pratico.
- È un numero congruente.
- È un numero oblungo, ovvero della forma n(n+1).
- È un numero poligonale centrale.

## Astronomia
- 56P/Slaughter-Burnham è una cometa periodica del sistema solare.
- 56 Melete è un asteroide della fascia principale del sistema solare.

## Astronautica
- Cosmos 56 è un satellite artificiale russo.

## Chimica
- è il numero atomico del bario (Ba).

## Musica
- "56 Minutes", una composizione del 2007 di David Woodard per pianoforte, violino, violoncello ed elettronica.[1]

## Simbologia

### Smorfia
- Nella smorfia il numero 56 è la caduta.

## Curiosità
- La parola giorno in ebraico si scrive  יום che è uguale a 56, che espresso in termini fattoriali n!5 (120) x n!6(720)= 86400", cioè un giorno.
- Inoltre se moltiplichiamo il fattoriale di 5, n!5 (120) x 63(216) otteniamo 25920, le parti in cui è diviso un orologio ebraico, un'ora =1080 parti.
- L'altro valore numerico della parola יום è 112 che sommato al precedente ci restituisce il numero 168 che è uguale a 24x7, cioè una settimana.
- Negli ambienti neofascisti il numero 56 espresso in numeri romani (LVI) viene usato nella simbologia per indicare Mussolini.